# Francisco Escalante Molina
Francisco Gerardo Escalante Molina (La Grita, 29 de janeiro de 1965) é um arcebispo venezuelano católico pertencente ao serviço diplomático da Santa Sé.

## Biografia
Recebeu a ordenação presbiteral em 26 de agosto de 1989, sendo incardinado na Diocese de San Cristóbal de Venezuela.
É licenciado em direito canônico. Em 1995, entrou para a Pontifícia Academia Eclesiástica. Concluiu o doutorado em direito canônico em 2004, na Pontifícia Universidade Gregoriana.
Tendo entrado no serviço diplomático da Santa Sé em 13 de junho de 1998, trabalhou nas nunciaturas apostólicas do Sudão, Gana, Malta, Nicarágua, Japão e Eslovênia.
Ele é fluente, além do espanhol nativo, em italiano, inglês e francês.
Em 19 de março de 2016, foi nomeado pelo Papa Francisco como núncio apostólico na República do Congo, recebendo a dignidade de arcebispo titular de Gratiana. Em 21 de maio do mesmo ano, também foi nomeado como núncio apostólico no Gabão. Recebeu a ordenação episcopal em 28 de maio seguinte, na Igreja do Seminário Santo Tomás de Aquino de Palmira, das mãos de Aldo Giordano, núncio apostólico na Venezuela, coadjuvado por Mario del Valle Moronta Rodríguez, bispo de San Cristóbal de Venezuela e por José Trinidad Fernández Angulo, bispo auxiliar de Caracas.
Em 4 de junho de 2021, foi transferido para a nunciatura apostólica do Haiti.
Em 25 de janeiro de 2024, foi transferido para a nunciatura apostólica do Japão.